# سد باوشان
سد باوشان (به لاتین: Baoshan Dam) یک مخزن سد در تایوان است که در Baoshan واقع شده‌است.